# پولولی
پولولی (به لاتین: Puloly) یک منطقهٔ مسکونی در سری‌لانکا است که در ناحیه جفنا واقع شده‌است.